# لمب (دهانه)
لمب یک دهانه برخوردی در ماه‌ است.

## دهانه‌های اقماری
این دهانه ۳ دهانه اقماری دارد.
| Lamb | عرض جغرافیایی | طول جغرافیایی | قطر          |
| ---- | ------------- | ------------- | ------------ |
| A    | ۳۹.۹° S       | ۱۰۱.۶° E      | ۲۰.۰ کیلومتر |
| E    | ۴۱.۶° S       | ۱۰۷.۱° E      | ۱۱.۰ کیلومتر |
| G    | ۴۳.۲° S       | ۱۰۵.۹° E      | ۶۹.۰ کیلومتر |